# Alexandra (1914)
Alexandra ist ein deutsches Stummfilmdrama aus dem Jahre 1914 von Curt A. Stark mit seiner Ehefrau Henny Porten in der Hauptrolle.

## Handlung
Alexandra ist eine heimatlose junge Frau, als sie den aus geordneten Verhältnissen stammenden Grafen Eberti kennenlernt. Er gibt ihrem Leben Struktur und der jungen Frau ein Heim. Die Nomadin findet in ihm die so lange vermisste Geborgenheit und wird schließlich seine Geliebte. Doch Graf Erwin erliegt eines Tages den Einflüsterungen seiner standesbewussten Mutter, die dessen Umgang mit der Bürgerlichen überhaupt nicht gutheißen mag, und schickt Alexandra fort. Sie ist schwanger von ihrem Erwin und rutscht, nunmehr wieder mittellos, ins gesellschaftliche und soziale Elend ab. Bald kann sie auch ihre Wohnungsmiete nicht mehr bezahlen und wird mit ihrem Würmchen vor die Tür gesetzt. Nun ist Alexandra obdachlos, friert und muss für das Überleben ihres Kindes betteln gehen. Um es warm zu halten, drückt Alexandra zusammengekauert ihr Kind fest an sich und schläft so ein. 
Als sie wieder erwacht sind alle möglichen Menschen um sie. Bauern prügeln auf sie ein, und ein Gendarm schreit herum. Alexandra hatte in einer kältebedingten Ohnmachtsphase den Kleinen zu Tode gedrückt. Vor Gericht wird sie als Mörderin verurteilt und muss fünf Jahre lang ins Zuchthaus. Wieder auf freiem Fuß, hat Alexandra nur noch eines im Sinn: Rache zu üben. Rache an dem Mann, der sie verstoßen und sie der Straße ausgesetzt hat, Rache an dem, der für das ganze Unglück verantwortlich ist. Kurz: Rache an Graf Erwin. Sie schmeichelt sich bei ihm ein, und der Adelige erkennt, dass seine Liebe für Alexandra noch immer glüht. Selbst die gräfliche Mutter zeigt auf einmal Milde und heißt Alexandra nunmehr willkommen. Mit deren neuen Verhalten wandelt sich auch Alexandras. Sie beginnt ihren Racheplan zu überdenken. Doch irgendwann sickern Informationen  über Alexandras Zuchthäuslerin-Vergangenheit zu ihnen durch. Um ihrem Geliebten die Schande zu ersparen, nimmt sich Alexandra das Leben.

## Produktionsnotizen
Alexandra, gelegentlich auch unter Die Rache ist mein geführt, entstand kurz vor Ausbruch des Ersten Weltkriegs im Messter-Film-Atelier in Berlins Blücherstraße 32. Der Film passierte am 1. August 1914 die Filmzensur und wurde im selben Monat im Würzburger Palasttheater (ab 1920 Central-Theater) uraufgeführt. Am 22. Januar 1915 fand im Admiralspalast die Berliner Premiere statt. Der Vierakter war im Original 1324 Meter lang. Ein Jugendverbot wurde erteilt.

## Kritik
„Henny Porten spielt die Alexandra in dem gleichnamigen Schauspiel von Richard Voß. Das bedeutet eine Sensation, weil unsere beste deutsche Filmschauspielerin sich eines Sujets bemächtigt hat, das wie kein zweites für den Film geschaffen ist. Die Kindesmörderin aus Not und Verzweiflung liegt der Porten, weil sie das Gefühl echter Weiblichkeit, wahrer Mütterlichkeit und Liebe aufbringt. (…) Henny Porten hat Augenblicke in diesem Drama, die allerhöchste Kunst bedeuten, die den Ausspruch wagen lassen: die Künstlerin spielt in Alexandra ihre beste Rolle (…) Ihr Partner, Fritz Feher, vereinigt in sich Sympathie, Vornehmheit und feines, dezentes Spiel. (…) Inszenierung und technische Ausgestaltung des Bildes sind selten schön und geschmackvoll. Die Photographie ist vollkommen auf der Höhe, welche noch durch gut gewählte Perspektiven und Szenerien gesteigert wird.“